# MIKU a.k.a Tomboy
MIKU a.k.a tomboy（ミク エーケーエー トムボーイ、1986年10月25日 - ）は、日本の女性ラッパー。本名、山崎未来。
2012年末に解散した日本の女性R&B／ヒップホップ・ユニット・YA-KYIM（ヤキーム）の元メンバーである。
グループ解散後の2013年より、MIKU a.k.a tomboyとして再スタートを切った。
現在は事務所に所属しておらず、楽曲制作などの活動を続けている。

## 来歴
1999年、中学生の時にCRAZY-A、そしてBBOY PARKと出逢いHIPHOPカルチャーに衝撃を受ける。1999～2001年までは、パフォーマーグループPRECOCIのメンバーとして活動し、その後中学２年生の時に下町出身の幼なじみALISA・YURIEと共に、YA-KYIMというボーカルダンスグループを結成。MIKUはMCを担当した。
2005年には、ビクターエンタテインメントよりメジャーデビュー。数々の作品がドラマやアニメのエンディング曲、CMソングとして起用されている。2012年YA-KYIM解散後には、MIKU a.k.a Tomboyとして再スタート。セルフプロデュースを行いながら、公私共にパートナーであるHiROMiと共に活動、5年の交際の後破局。
現在は、フェイシャルエステティシャンの資格をとり、エステティシャンとしても始動。
ソロアーティストとして音楽活動を続けている。
姪に白神美弥妃がいる。

## ディスコグラフィ―

### 参加作品
- 青山テルマ『DIRTY』（2008年3月26日）M-7「GOOD TIME REMIX feat. MIKU from YA-KYIM」
- オムニバス『Special Calling』（2008年9月10日）M-2「SHAKE IT」
- AZU『I LOVE YOU TOO feat.MIKU a.k.a tomboy』(2013年06月05日)
- ジェニーブランチ『Chopsticks!!Feat.MIKU a.k.a tomboy』(2013年9月25日)

### YA-KYIM時代　シングル
| 発売日         | タイトル                                              | 規格品番              | 順位  | 備考         |
| -------------- | ----------------------------------------------------- | --------------------- | ----- | ------------ |
| 2005年4月20日  | Clap'n Clap                                           | VICL-35784            |       | CD-EXTRA仕様 |
| 2005年8月3日   | Happy the globe                                       | VICL-35849            |       |              |
| 2005年12月7日  | Elec-Trick                                            | VICL-35924            | 135位 |              |
| 2006年11月1日  | beauty × beauty                                       | VIZL-211 VICL-36179   | 65位  |              |
| 2007年2月7日   | Superstar                                             | VICL-36201            | 155位 |              |
| 2008年5月28日  | Super☆Looper／"新"呼吸                                | WPZL-30086 WPCL-10478 | 36位  |              |
| 2008年12月3日  | 君がいるだけで／さぁ行こう! - "RESPECT" 4 tracks E.P- | WPZL-30100 WPCL-10618 | 50位  |              |
| 2009年7月8日   | たぶんきっと／HAPPY FACE (love ver.)                  | WPZL-30128 WPCL-10688 | 54位  |              |
| 2010年11月24日 | BAKUROCK 〜未来の輪郭線〜                             | WPCL-10872 WPZL-30225 | 105位 |              |

### YA-KYIM時代　アルバム
| 発売日        | タイトル             | 規格品番              | 順位  | 備考         |
| ------------- | -------------------- | --------------------- | ----- | ------------ |
| 2006年1月11日 | STILL ONLY ONE       | VICL-61829            | 30位  | 期間限定盤   |
| 2006年3月8日  | STILL ONLY ONE       | VICL-61872            |       | 通常盤       |
| 2006年8月2日  | Keep YA Style        | VICL-62009            | 64位  | ミニアルバム |
| 2007年3月7日  | Can YA Feel?         | VICL-62257            | 66位  |              |
| 2009年8月19日 | HAPPY! ENJOY! FRESH! | WPZL-30148 WPCL-10732 | 47位  |              |
| 2010年7月28日 | HIP! UP! POP!        | WPZL-30199 WPCL-10837 | 297位 | ミニアルバム |
| 2012年2月29日 | here                 | WPCL-11036            | 圏外  |              |

### YA-KYIM時代　配信限定シングル
| 発売日         | タイトル                                   | 備考                 |
| -------------- | ------------------------------------------ | -------------------- |
| 2006年11月22日 | beauty × beauty                            | iTunes Store         |
| 2007年8月1日   | 20 〜twenty〜                              | iTunes Store         |
| 2011年10月1日  | Tower!                                     | 着うた／iTunes Store |
| 2011年11月23日 | Don't wanna cry（※安室奈美恵のカヴァー曲） | 着うた／iTunes Store |